# Гимназија „Душан Васиљев” Кикинда
Гимназија „Душан Васиљев“ у Кикинди најстарија је средња школа у граду. У школи су заступљени следећи смерови:  информатички, друштвено-језички и природно-математички смер.

## Историјат
Основана је 1858. године. Носила је назив „Великокикиндска Гимназија“. Била је то „реалка“ са четири разреда, смештена у згради Курије (данас зграда Народног музеја и Архива Кикинде). Године 1899. започета је изградња нове зграде, а већ наредне зграда је била спремна за нову школску годину. До Првог светског рата, Гимназију су похађали углавном ученици немачке и мађарске националности. Током Првог светског рата, школа је служила као војна болница. Након рата, Гимназију похађају углавном ученици српске националности. Између два светска рата, Гимназија је уживала велики углед. Томе су допринели и квалитетни професори и успешни ученици. За време Другог светског рата, Гимназија је поново променила намену. Наиме, претворена је у касарну немачке војске. Након рата, 1945. године, Гимназија је подељена на Непотпуну мађарску и Непотпуну српску гимназију. Трансформацијом 1950/51. године, од Гимназије су одвојена нижа одељења и припојена тада основаним основним школама. Име песника Душана Васиљева, Гимназија је понела век након оснивања, 1959. године. Следи период успона Гимназије, који траје све до 1974. године када су основани Центри за образовање („Шуварке“, по тадашњем министру просвете СФРЈ Стипи Шувару, који је иницирао реформу школства). Наредних 16 година, Гимназија није уписивала нове генерације ученика. Школске 1990/91. обнавља се рад Гимназије.

## Школа данас
Данас школа броји 15 одељења. Настава се изводи на српском језику. У згради се налази и Економско трговинска школа. Гимназија „Душан Васиљев“ је активан члан мреже придружних школа УНЕСКО од 2003. године. Школа је такође укључена у програм размене ученика организације „Интеркултура“. Једна од манифестација по којима је кикиндска Гимназија препознатљива је Ноћ Гимназије.

### Смерови у школској 2018/19 години
Смерови се одвијају на српском језику:
- Друштвено - језички смер (два одељења по 30 ученика)
- Природно - математички смер (два одељења по 30 ученика)
- Ученици са посебним способностима за рачунарство и информатику (једно одељење од 20 ученика)

## Познати ученици Гимназије Душан Васиљев
- Мирослав Антић
- Јован Поповић
- Весна Чипчић
- Јован Ћирилов
- Миливој Југин
- Здравко Мандић
- Ранко Жеравица
- Радивој Лазић
- Коста Сивчев
- Васа Стајић
- Јован Зивлак
- Ђоко Стојичић

## Познати професори Гимназије Душан Васиљев
- Јован Шангајски[5]
- Радивој Бербаков
- Илија Синдик